# Asfodelovité
Asfodelovité (Asphodelaceae), též kopíčkovité, je čeleď jednoděložných rostlin z řádu chřestotvaré (Asparagales).

## Pojetí čeledi
Pojetí čeledi se postupem času značně měnilo. Starší taxonomické systémy někdy řadily zástupce čeledi asfodelovité (Asphodelaceae) do čeledi liliovité v širším pojetí (Liliaceae s.l.). Jiní autoři mají naopak užší členění a uznávají další samostatnou čeleď bělozářkovité (Anthericaceae) a áloeovité (Aloaceae). Podle systému APG II byly některé rody, jako Anthericum, Paradisea a Chlorophytum zařazeny do čeledi agávovité (Agavaceae), jiné jako Laxmannia do čeledi Laxmanniaceae aj. V systému APG III není čeleď uznávána a zástupci jsou řazeni v rámci podčeledi Asphodeloideae do široce pojatých žlutokapovitých (Xanthorrhoeaceae s.l.). Ve verzi APG IV, vydané v roce 2016, je čeleď Xanthorrhoeaceae přejmenována na Asphodelaceae (asfodelovité), čímž se tato čeleď opět ocitá na scéně.

## Popis
Jedná se zpravidla o vytrvalé pozemní byliny, vzácněji dřevnatí a jsou to pak až stromkovitého vzhledu, převážně s oddenky, patří sem i některé sukulenty a liány. U některých australských zástupců jsou listy redukovány a fotosyntetickou funkci má stonek. Jsou to zpravidla rostliny jednodomé s oboupohlavnými květy. Listy jsou nahloučeny na bázi, nebo v případě stromkovitých zástupců na vrcholu, nebo jindy nejsou nahloučeny ani na bázi, ani na vrcholu, jsou jednoduché, střídavé, uspořádané nejčastěji spirálně, vzácněji dvouřadě, přisedlé (jen vzácně řapíkaté), jsou ploché, často dužnaté nebo kožovité, nebo oblé až trojhranné, s listovými pochvami. Čepele listů jsou často zubaté, čárkovité až kopinaté, někdy šídlovité nebo naopak až vejčité, žilnatina je souběžná. Květy jsou oboupohlavné, jsou v květenstvích, zpravidla v klasech nebo hroznech, tvar květenství připomíná kopí, odtud starší český název. Květy jsou podepřeny listeny nebo nikoliv, jsou pravidelné nebo trochu nepravidelné (a pak zygomorfní). Okvětí je vyvinuto, zpravidla 6 okvětních lístků ve 2 přeslenech (3+3), někdy odlišen kalich a koruna, okvětní lístky jsou volné nebo srostlé a pak vytvářejí korunní trubku, jsou různých barev. Tyčinek je 6, ve 2 přeslenech, zpravidla 3+3, vzácně tyčinky 3, nejsou srostlé s okvětím ani navzájem či naopak srostlé s okvětím nebo navzájem. Gyneceum je složeno ze 3 plodolistů, je synkarpní, čnělka a blizna je 1, blizna někdy 2-3 laločná, semeník je svrchní. Plod je suchý (výjimečně dužnatý), většinou pukavý (vzácně poltivý), převážně tobolka.

## Rozšíření ve světě
Je známo asi 15 rodů a asi 785 druhů, které jsou přirozeně rozšířeny v jižní Evropě, Asii, Africe, v Austrálii a na Novém Zélandu.

## Zástupci
- aloe (Aloe)
- asfodelína/kopíčko (Asphodeline)
- asfodel (Asphodelus)
- bulbine (Bulbine)
- bulbinela (Bulbinella)
- denivka (Hemerocallis)
- gastérie (Gasteria)
- havortie (Haworthia)
- kniphofie (Kniphofia)
- lenovník (Phormium)
- liliochvostec (Eremurus)
- tajara (Dianella)
- žlutokap (Xanthorrhoea)[3]

## Přehled rodů[2]
Agrostocrinum,
Aloe,
Arnocrinum,
Asphodeline,
Asphodelus,
Astroloba,
× Astroworthia,
Bulbine,
Bulbinella,
Caesia,
Chortolirion,
Corynotheca,
Dianella,
Eccremis,
Eremurus,
Gasteria,
Geitonoplesium,
Haworthia,
Hemerocallis,
Hensmania,
Herpolirion,
Hodgsoniola,
Jodrellia,
Johnsonia,
Kniphofia,
Pasithea,
Phormium,
Simethis,
Stawellia,
Stypandra,
Thelionema,
Trachyandra,
Tricoryne,
Xanthorrhoea
V ČR podle tohoto pojetí čeledi žádný druh přirozeně neroste. Rod bělozářka je zařazen pod agávovité (Agavaceae).

## Zajímavost
Podle řecké mytologie jsou asfodelové louky část podsvětí vyhrazená pro duše zemřelých, kteří neprokázali za života žádné velké skutky ani se neprovinili žádnými zločiny. Louky porostlé asfodelem měly představovat běžnou mediteránní krajinu, v níž tyto duše naleznou klid, avšak nikoli přepych nebo utrpení.
... načež k Asfodelové se zakrátko dostali louce,
na které bydlí duše, jen obrazy zesnulých lidí.
Homér,  Odysseia, XXIV., 13–14